# Acalyptris minimella
Acalyptris minimella is een vlinder uit de familie dwergmineermotten (Nepticulidae). De wetenschappelijke naam is voor het eerst geldig gepubliceerd in 1924 door Rebel.
De soort komt voor in Europa.